# Galerie Philia
Galerie Philia es una galería de arte contemporáneo con sedes en México, Ginebra, Nueva York y Singapur.

## Historia
Galerie Philia fue fundada en 2015 por los hermanos Attali. “Philia” proviene de una palabra de la Antigua Grecia y significa “amistad” o “afecto”. La galería organiza exposiciones permanentes y temporales con obras de artistas nacionales e internacionales.
En 2021 la galería inauguró una exposición en la Walker Tower de Nueva York, diseñada por Pietro Franceschini.
En 2022 Galerie Philia presentó “Art Brut”, un taller de escultura para niños en Breil-sur-Roya. El mismo año la galería abrió la exposición “Jean Nouvel: Racines Aériennes”, diseñada por Jean Nouvel. Fue la primera vez que una residencia privada diseñada por Jean Nouvel fue usada para una exposición de arte y diseño. Galerie Philia presentó una exposición de diseño en la Unité d'Habitation de Marseille, con obras de diseñadores como Rick Owens.
En 2023 Pilar Zeta y Andrés Monnier presentan “Antipodes”, esculturas en roca, en la Galería Philia durante la Semana del Arte de Ciudad de México.